# Parlamentsvalget i Portugal september 1870
Parlamentsvalget i Portugal september 1870 blev afholdt det år den 18. september.

## Partier
- Avilistas
- Históricos
- Reformistas
- Partido Regenerador

## Resultater
| Parti               | Stemmer | % | Mandater |
| ------------------- | ------- | - | -------- |
| Reformistas         |         |   | 68       |
| Históricos          |         |   | 20       |
| Avilistas           |         |   | 16       |
| Partido Regenerador |         |   | 12       |
| Total               |         |   | 107      |
| Kilde:              |         |   |          |